# Староянбаєвська сільська рада
Староянба́євська сільська рада (рос. Староянбаевский сельский совет) — муніципальне утворення у складі Балтачевського району Башкортостану, Росія. Адміністративний центр — присілок Староянбаєво.

## Населення
Населення — 885 осіб (2019, 1123 в 2010, 1289 в 2002).

## Склад
До складу поселення входять такі населені пункти:
| Населений пункт            | Населення, осіб (2002) | Населення, осіб (2010) |
| -------------------------- | ---------------------- | ---------------------- |
| Бігільдіно, присілок       | 246                    | 232                    |
| Новосултангулово, присілок | 4                      | 0                      |
| Новоянбаєво, присілок      | 32                     | 2                      |
| таросултангулово, присілок | 32                     | 25                     |
| Староянбаєво, присілок     | 360                    | 325                    |
| Уразаєво, присілок         | 452                    | 420                    |
| Чукали, присілок           | 163                    | 119                    |